# Aéroport de Galway
L'aéroport de Galway (en anglais : Galway Airport ; en irlandais : Aerphort na Gaillimhe), est un aéroport situé à Carnmore à 6 km de la ville de Galway en Irlande (code IATA : GWY, code OACI : EICM).
Le trafic au départ et à destination de l'aéroport de Galway a doublé lors des cinq dernières années pour atteindre environ 220 000 passagers en 2006. Plus de 22 000 mouvements ont été enregistrés cette même année.
Le trafic relatif à l'aviation d'affaires et à l'aviation de loisir est également en augmentation, Netjets étant l'un des principaux acteurs sur l'aéroport de Galway.
Le Galway Flying Club est situé sur le site de l'aéroport. Il est ouvert uniquement le week-end et opère deux Cessna 172s (EI-MCF et EI-NFW) et un Cessna 152 (EI-BIB). Le club dispense des formations aux élèves pilotes et offres des cours pour l'obtention du brevet de pilote.
Une école de pilotage d'hélicoptère est également situé sur le site.
Depuis décembre 2015, l'aéroport est fermé à tout trafic commercial jusqu'à nouvel avis.
Aer Arann desservait alors Amsterdam, Bordeaux (vol saisonnier), Cardiff, Cork, Dublin, Edinbourgh, Faro (vol saisonnier), Londres-Luton, Lorient (vol saisonnier), Manchester, Malaga (vol saisonnier), Newcastle ou Waterford.

## Compagnies aériennes et destinations
Aucune pour le moment

## Transport
Bien que situé à seulement 6 km du centre ville de Galway, l'aéroport est très peu desservi par les transports urbains (un seul bus par jour en direction du centre ville).  Le site web de l'aéroport recommande un prix de 15 euros pour une course en taxi en direction du centre ville.

## Aides du gouvernement
Le 21 février 2007, le gouvernement irlandais annonce une aide de 6,3 millions d'euros pour le développement de l'aéroport.